# Every Sperm Is Sacred

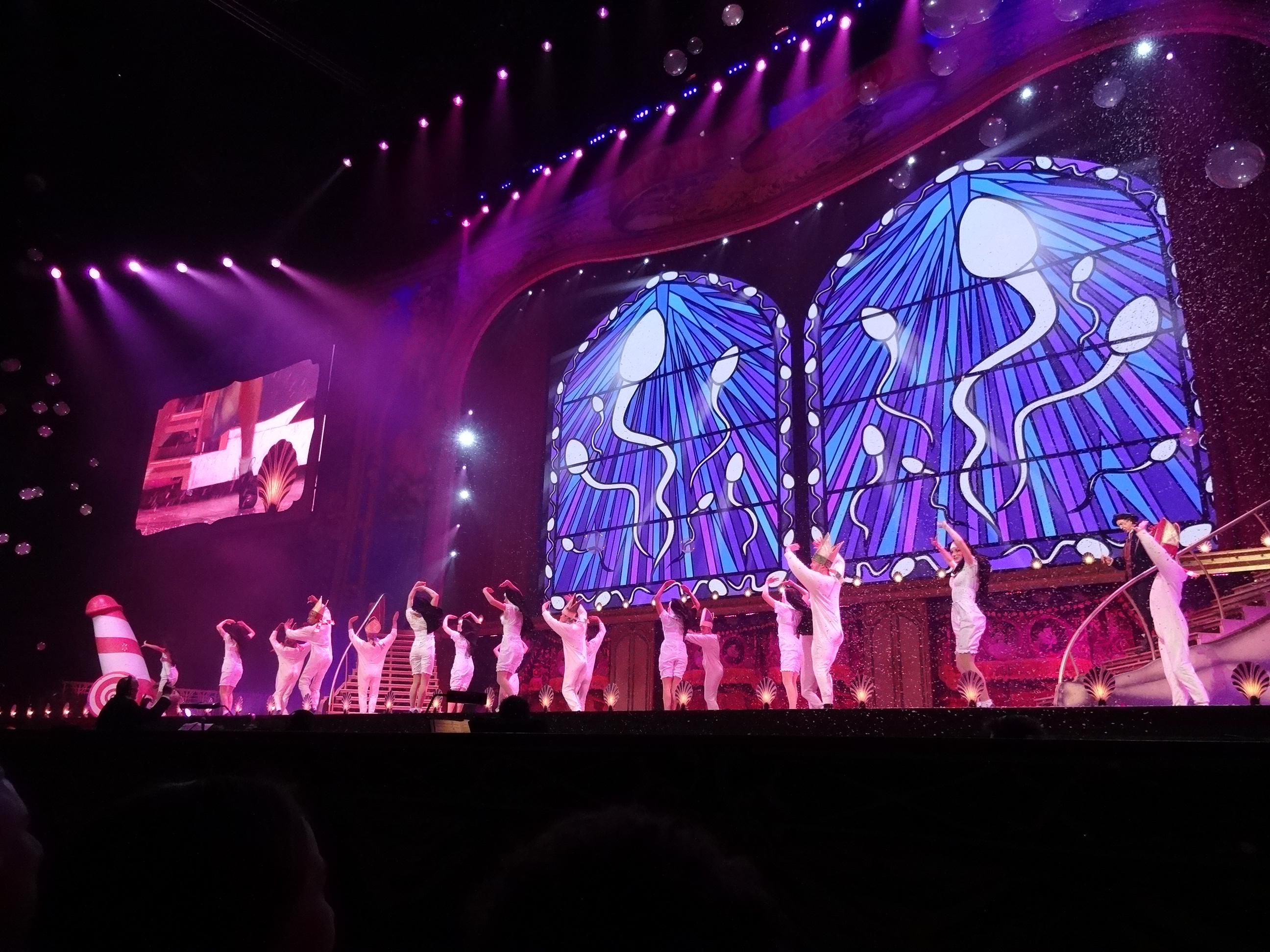
„Every Sperm Is Sacred“ aufgeführt bei der Python reunion, Monty Python Live (Mostly), 2014

Every Sperm Is Sacred (deutsch: Jedes Spermium ist heilig) ist ein musikalischer Sketch aus dem Film Der Sinn des Lebens von Monty Python. Das Lied, eine Satire auf die katholische Fortpflanzungslehre, die Masturbation und Empfängnisverhütung verbietet, wurde auf dem Album Monty Python Sings veröffentlicht und 1983 für den BAFTA Music Award als bester Originalsong in einem Film nominiert.
André Jacquemin und David Howman schrieben die Musik und Michael Palin und Terry Jones schrieben die Texte und führten das Lied auf, das als einer der großartigen Sketche der Pythons gefeiert wird. Seth MacFarlane, Schöpfer von Family Guy, sieht Python als den „großen Urheber“, der provokativen Humor und hochwertige Originalmusik verbindet und betrachtete das Lied als seine Lieblingsnummer von Python. Er erklärte: „Es ist so schön geschrieben, es ist musikalisch und textlich echt, die Orchestrierungen sind fantastisch, die Choreografie und die Präsentation sind sehr, sehr komplex – es wird ernst genommen.“

## Inhalt und Produktion
Das Lied ist eine Satire auf die katholische Fortpflanzungslehre, die Masturbation und Empfängnisverhütung mit künstlichen Mitteln verbietet. Der Sketch mit dem Titel „Die Dritte Welt“ handelt von einem katholischen Arbeiter aus Yorkshire, gespielt von Michael Palin, und seiner Frau, gespielt von Regisseur Terry Jones. Sie haben 63 Kinder, die kurz vor dem Verkauf für wissenschaftliche Versuchszwecke stehen, da ihre Eltern es sich aufgrund der Schließung der örtlichen Mühle nicht mehr leisten können, für eine so große Familie zu sorgen. Als ihre Kinder fragen, warum sie keine Form der Empfängnisverhütung anwenden sollten oder warum der Vater keine Selbstkastration durchführen kann, erklärt ihr Vater, dass dies gegen Gottes Willen sei, und bricht in ein Lied aus, dessen Refrain lautet:
"Every sperm is sacred, every sperm is great.

If a sperm is wasted, God gets quite irate."

„Jedes Spermium ist heilig, jedes Spermium ist großartig.

Wenn ein Spermium verschwendet wird, wird Gott ziemlich wütend."

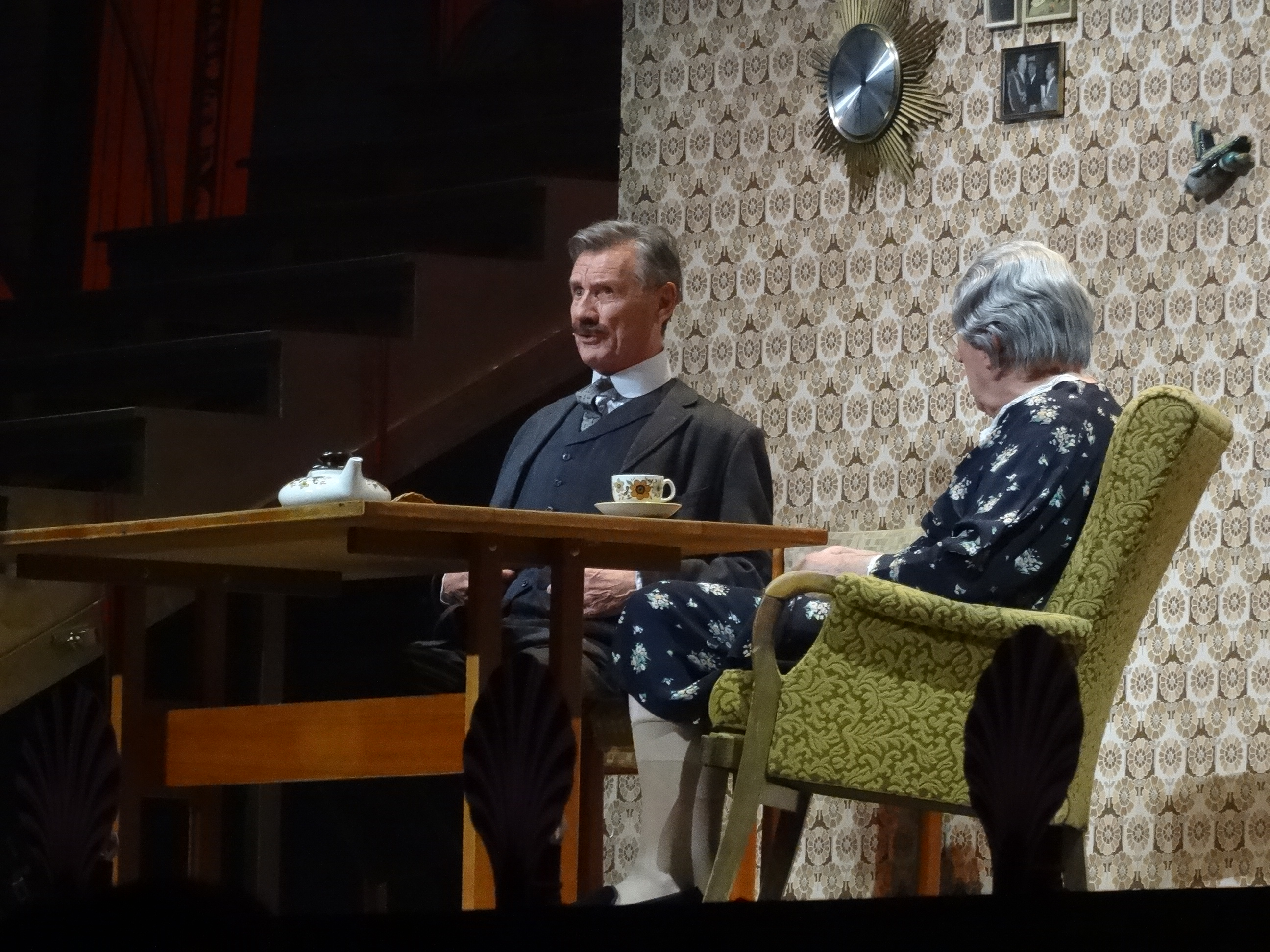
Das strenge protestantische Paar (Palin und Jones beim Python-Treffen 2014) äußert sich missbilligend über das Verbot der Empfängnisverhütung durch die katholische Kirche, während das katholische Paar nebenan (und ihre 63 Kinder) „Every Sperm is Sacred“ singt.

Die Produktion in The Meaning of Life wurde in Colne, Lancashire, und Burnley, Lancashire, gedreht und von Arlene Phillips nach einem Storyboard von Jones choreografiert. Der herzliche und fröhliche Charakter der Musiknummer wird kontrapunktiert, als die Kinder am Ende des Liedes ihrem Schicksal entgegengeführt werden und eine mürrische Interpretation des Refrains singen, während ihre protestantischen Nachbarn mittleren Alters (gespielt von Graham Chapman und Eric Idle) Kommentare zu den Lehren der katholischen Kirche abgeben. Sie fügen hinzu, dass sie zwei Kinder haben, was genau der Häufigkeit entspricht, mit der sie in ihrer Ehe Sex hatten. Das Gelände der Kunstgalerie Cartwright Hall in Bradford, West Yorkshire, wurde als Standort für die singenden und tanzenden Krankenschwestern genutzt.
Das Lied ist eine Pastiche des Liedes Consider Yourself aus dem Musical Oliver! von Lionel Bart. Später bestritt Jones, dass es ausdrücklich geschrieben wurde, um sich über das Genre der Musikkomödie lustig zu machen: „‚Every Sperm is Sacred‘ ist keine Parodie auf diese Dinge, es sind einfach diese Dinge, es ist ein Musiklied, es ist eine Hymne, es ist ein Musical im Stil von Lionel Bart, aber es macht sich nicht über ein Musical im Stil von Lionel Bart lustig.“
Das Lied wurde bei Monty Python Live (Mostly) aufgeführt, wobei Idle Palins Part sang. Es folgte auch die Diskussion des protestantischen Ehepaares, wobei Palin und Jones jeweils den protestantischen Ehemann und die protestantische Ehefrau spielten.

## Einflüsse

### Sexualität und Fortpflanzung
Der Satz „every sperm is sacred“ ist im Bereich der Sexualität und Fortpflanzung von Tieren und Menschen fast sprichwörtlich geworden. Dies erstreckt sich auch auf Bereiche wie das Klonen. Dort wird das Lied verwendet, um Anti-Klon-Aktivisten zu kritisieren, die argumentieren, dass jeder Embryo oder jede befruchtete Eizelle heilig sei. Aktivisten für Abtreibungsrechte haben das Lied vor Abtreibungskliniken gesungen, um ihre Gegner lächerlich zu machen, Rechtswissenschaftler haben in Diskussionen über die reproduktiven Rechte von Frauen darauf angespielt und Emily Martin beschreibt seine Verwendung als reductio ad absurdum von Anti-Abtreibungspositionen.
Die religiöse Bedeutung des Sketches ist bedeutsam und spiegelt sich in der weit verbreiteten Verwendung des Ausdrucks wider. In dem Buch Monty Python and Philosophy wird das Argument herausgearbeitet, um zu einer breiteren (immer noch humorvollen) Schlussfolgerung zu gelangen: „Die Pythons fordern uns auf, die Konsequenzen des Glaubens zu bedenken, dass Gott sich um unsere Fortpflanzungspraktiken kümmert und alles sieht. Wenn ja, dann beobachtet ER unsere sexuellen Aktivitäten. ...Christen müssen zugeben, dass dies [Menschen beim Sex zuzusehen] alles in allem eine der weniger belastenden Aktivitäten Gottes ist.“ Philip Jenkins erörtert den Sketch als ein wichtiges Zeichen für die wachsende Bereitschaft in den populären Medien der 1970er und 1980er Jahre, die katholische Kirche zu kritisieren, und sagt, dass in dem Lied „katholische Einstellungen zu Sex und Empfängnisverhütung rücksichtslos parodiert werden“, was beweist, dass „der Katholizismus als legitimes Thema ernsthafter Belletristik verfügbar war“. Richard Dawkins zitiert das Lied in seinem Werk „Der Gotteswahn“ aus diesem Grund, als Beispiel für die „surreale Idiotie“ einiger Pro-Religions- und Anti-Abtreibungsargumente.

### Masturbation
Es ist manchmal schwierig, die Komik von der ernsthaften Anwendung der Zeilen zu trennen, und zwei neuere Veröffentlichungen über den Penis verwenden ihn genau zu diesem Zweck: Talking Cock von Richard Herring und Dick: A User's Guide. In beiden Fällen dient der Sketch dazu, diejenigen lächerlich zu machen, die Masturbation und Sex für jeden anderen Zweck als die Fortpflanzung verurteilen.